# Diasemiodes janassialis
Diasemiodes janassialis är en fjärilsart som beskrevs av Walker 1859. Diasemiodes janassialis ingår i släktet Diasemiodes och familjen Crambidae. Inga underarter finns listade i Catalogue of Life.